# Espaciu
Espaciu es un centro cultural dependiente del Centro de Iniciativas Universitarias de la Universidad de Málaga, en España. Está situado en el campus de Teatinos y fue inaugurado en 2006. Construido con diez contenedores marítimos de carga en desuso, el centro está dedicado a la cultura alternativa y el medio ambiente y acoge una programación diversa de teatro, música, cine y otras artes, así como talleres de formación. 
El edificio comprende tres salas; dos en la planta baja y una en la planta superior, con una capacidad conjunta de algo más de 300 personas. Entre otras actividades, el centro ha acogido los talleres de la VI edición del Festival Internacional de Danza Oriental de Málaga (Almárabe), el espectáculo La noche que ilumina de la compañía Apoteatro, el Día Mundial de la Commedia dell'Arte, el I Simposio de Jóvenes Filósofos de Málaga, etc. 